# Гонвил сир Онфлер
Гонвил сир Онфлер (фр. Gonneville-sur-Honfleur) насеље је и општина у северној Француској у региону Доња Нормандија, у департману Калвадос која припада префектури Лисје.
По подацима из 2011. године у општини је живело 829 становника, а густина насељености је износила 97,53 становника/km². Општина се простире на површини од 8,5 km². Налази се на средњој надморској висини од 80 метара (максималној 129 m, а минималној 34 m).

## Демографија
| 1962. | 1968. | 1975. | 1982. | 1990. | 1999. | 2011. |
| ----- | ----- | ----- | ----- | ----- | ----- | ----- |
| 513   | 524   | 493   | 552   | 718   | 723   | 829   |

График промене броја становника у току последњих година